# 沈運龍
沈運龍（1956年8月24日—），香港商人，古珀行珠寶公司總裁、香港中華廠商聯合會常務會董事、香港珠寶製造業廠商會顧問及前主席、香港品牌發展局副主席、粵港澳大灣區經貿協會籌委會及企業社會責任慈善基金主席、仁愛堂總理和名譽理事、香港各界商會聯席會議秘書長（代表香港珠寶製造業廠商會，1999年至今）與香港提升快樂指數基金榮譽會長。他也是廣州市花都區中國人民政治協商會議委員和香港理工大學企業發展院院士會員。

## 背景

### 早年生活
沈運龍早年在位於九龍深水埗區福華街的唐樓長大，畢業於蘇屋南官立小學及聖芳濟書院。他小時候為幫補計而協助家人剪胸圍缐頭和串胸圍帶扣。又會在工廠區執拾水晶球次貨到長沙灣工廠大廈地下販賣攢錢。他在校時讀書成績較差。曾在中二暑假期間到製衣廠做暑期工，負責包裝、清潔和托布。中三畢業後，沈運龍學習商科知識和打字，同時到製衣廠工作。在晚上時會到夜中學進修會考課程。為了更好的前途，他以自修生身份應考香港中學會考後在香港理工學院讀夜校以及佳藝電視與理工學院合辦的證書課程。
沈運龍後來於1978年先前往沙地阿拉伯首都利雅得的建築材料（沙磚）國際公司工作，其後自己創業售賣中國工藝品。沈運龍創業前是建築公司經理。他在1978年從報紙廣告得知富商鄭植之的捷和電機集團需要招聘大量人手前往利雅德建美軍宿舍辦公室工作。於是應徵成為助理會計員。三年後，即1981年，他以約二十萬元儲蓄創業，每月從香港購入如象牙、景泰藍、絲綢等中國工藝品，然後賣給沙地阿拉伯的外國僑民。直至1985年轉型創立古珀行珠寶有限公司，主要活躍於多個中東地區。而其於2006年建立的珠寶品牌「冠玲瓏」亦曾進駐瑞士巴塞爾鐘錶珠寶展一號館。

### 個人發展
沈運龍在1997年至2007年擔任香港貿易發展局珠寶諮詢委員。他於2003年至2005年出任香港珠寶製造業廠商會前主席。之後分別於2004年2010年獲得北京燕山大學與馬來西亞南太平洋大學（Southern Pacific University）頒授材料工程碩士以及工商管理哲學博士學位。他亦曾修讀清華大學的工商管理課程。又於2006年獲香港工業專業評審局授予榮譽院士。2002年至2010年，沈運龍與中華人民共和國國務院總理溫家寶夫人張蓓莉的內地珠寶店「戴夢得」合作經營珠寶廠。雙方因「戴夢得」未得沈運龍同意下私下就「古珀行」的名稱在內地註冊商標開設二百間加盟店而對簿公堂。結果深圳法院判沈運龍贏堂費而輸官司。期間，他在2006年4月就任也門共和國駐港名譽領事。其公司發展至2010年代獲得商界認同。2013年，沈運龍獲得國際專業管理學會卓越管理大獎。他於同年起至2014年出任國農控股有限公司（前稱乾隆科技國際控股）的獨立非執行董事。他曾獲股東重選做獨立非執行董事，但最後辭任。
及後在2015年3月，沈運龍的品牌與荷里活歌手傑曼·傑克森（Jermaine Jackson）及沈運龍妻子、古珀行珠寶集團產品總監 Alice Trinh 共同參與設計一件曾於世界各地巡迴展出，名為 「Circles of Life」的結他珠寶。該件珠寶於2016年在瑞士巴塞爾展會上以「鑲嵌最多寶石的結他」之名獲列入健力士世界紀錄。2015年，沈運龍獲香港特別行政區政府委任為檢測和認證局成員，其任期由2016年1月1日起至2017年12月31日為止。他在同年12月再度牽涉入司法案件。他入稟高等法院控告香港珠寶製造廠商會主席劉家健的言論涉及誹謗，並要求法庭頒令禁制劉家健繼續作出對他構成誹謗言論，而且需要賠償。另外，沈運龍曾被三間珠寶公司，包括藝寶珠寶製造有限公司以及兩間海外公司 Excelskill Investments Limited 和 Super Bell Jewelry Co., Inc. 入稟控告指他違反受託人責任騙取公司股東的股份。除了商界發展，沈運龍於2017年以香港廠商會選舉委員身份提名葉劉淑儀參與行政長官選舉。
2020年，沈運龍對外開放香港首個鑽石博物館「冠玲瓏鑽石藝術博物館」。

## 參與節目
- 2015年：善心滿載仁愛堂（無綫電視）[49]
- 2016年：善心滿載仁愛堂（無綫電視）[50]
- 2017年：遊一帶看一路（第16集；無綫電視）[51]
- 2023年：至尚生活（8月5日；無綫電視）

## 爭議

### 博士學歷
沈運龍自稱擁有由「馬來西亞南太平洋大學」（South Pacific University of Malaysia）所頒發的博士學位，惟根據馬來西亞官方資歷認證紀錄，並無此名稱的院校存在。《追新聞》記者翻查馬來西亞官方的資歷認證紀錄網頁，並無一間「馬來西亞南太平洋大學」或「South Pacific University of Malaysia」的任何資料；有馬來亞大學（University of Malaya）舊生亦向《追新聞》表示，從未聽聞此校的名稱。
屯門前區議員巫堃泰近日在社交平台X（前稱Twitter）發佈有關沈運龍學歷的調查，發現一間英文名稱近似的「Southern Pacific University」，中文名是「南方太平洋大學」，但註冊地點並非在馬來西亞，而是中美洲的加勒比海小國聖基茨及尼維斯（St. Kitts & Nevis），以及伯利茲（Belize）。巫又發現「南方太平洋大學」的亞太區獨家代理，在網頁明碼實價列出博士學位及榮譽博士學會的費用，由49,500元人民幣至56,000元人民幣不等。記者以「Southern Pacific University」的名字在網上搜查資料，會發現該校過往被指是「學店」。

## 個人傳記
- 2019年：《由劏房小子到中東王子 —— 沈運龍》 屈穎妍著